# 하야카와촌 (가나가와현)
하야카와촌(일본어: 早川村)은 일본 가나가와현 아시가라시모군에 있던 촌이다. 현재의 오다와라시 하야카와강에 해당한다.

## 지리
가나가와현 서부, 현재의 오다와라시 남부에 위치하며 하야카와강의 남쪽 강변 지역을 차지한다. 

## 역사
- 1889년 4월 1일 - 정촌제 시행에 의해 아시가라시모군 하야카와촌이 성립하였다.
- 1940년 12월 20일 - 아시가라정, 오다와라정, 오쿠보촌 및, 사카와정의 일부와 합병해 오다와라시가 성립해, 동일 하야카와촌은 폐지되었다.

## 교통

### 철도노선
- 아타미 궤도조합 (1922년까지)
- 국철 아타미선 (1922년 - 1934년)・도카이도 본선(1934년 - )

## 참고 문헌
- 角川日本地名大辞典編纂委員会,『角川日本地名大辞典 神奈川県』1984, 角川書店